# (8126) Chanwainam
(8126) Chanwainam es un asteroide perteneciente al cinturón de asteroides descubierto por el equipo del Observatorio de la Montaña Púrpura desde el observatorio homónimo de Nankín, China, el 20 de enero de 1966.

## Designación y nombre
Fue designado inicialmente como 1966 BL.
Posteriormente, en 2008, fue nombrado en honor de Chan Wainam (1919-2023) quien dedicó sus energías a la educación y la caridad en China. Estableció muchas escuelas secundarias, escuelas primarias y hospitales rurales. Su máxima es "El valor de la vida es la dedicación".

## Características orbitales
Chanwainam orbita a una distancia media de 2,779 ua del Sol, pudiendo acercarse hasta 2,324 ua y alejarse hasta 3,234 ua. Su excentricidad es 0,164 y la inclinación orbital 6,983 grados. Emplea en completar una órbita alrededor del Sol 1691,87 días.
Pertenece a la familia de asteroides de (668) Dora.

## Características físicas
La magnitud absoluta de Chanwainam es 13,33. Tiene un diámetro de 13,749 km y su albedo se estima en 0,065.